# Eduard I. Nietner
Friedrich Eduard Nietner, genannt Eduard I. Nietner (* 28. Oktober 1796 in Schönholz; † 13. August 1859 in Potsdam) war ein Königlicher Hofgärtner in Monbijou und in der Melonerie im Potsdamer Park Sanssouci.

## Leben und Wirken
Eduard Nietner wurde in Schönholz geboren, wo sein Vater Friedrich Nietner im Jahr zuvor die Stelle des Planteurs in der „Königin-Plantage“ übernommen hatte. Seine Mutter Johanna Luise (um 1778–1848) stammte aus der Berliner Familie des Gastwirts Thomas Thume.
Nietner begann eine Gärtnerlehre und nahm von 1813 bis 1815 als Freiwilliger an den Befreiungskriegen gegen Napoleon teil. Drei Jahre nach der Rückkehr ermöglichte ihm ein Stipendium Friedrich Wilhelms III. 1818 die Weiterbildung in den Wiener Gartenanlagen. Um in den königlich-preußischen Gärten auf die nächsthöhere Stelle des Obergehilfen kommen zu können, musste er zunächst eine schriftliche Prüfung ablegen. Dieses Examen mit wissenschaftlichem Anspruch wurde von den Gartengehilfen aufgrund einer Neuregelung verlangt, die Peter Joseph Lenné als Mitglied der Gartendirektion 1820 noch vor der Gründung der Königliche Gärtnerlehranstalt am Wildpark bei Potsdam durchgesetzt hatte. Erst mit bestandenem Abschluss durften sie sich Obergehilfe nennen und hatten Anrecht auf eine Hofgärtnerstelle.
Lenné, der seit der Anstellung als Gartengehilfe 1816 von seinem Vater aus Koblenz Ratschläge zum geschickten Vorankommen erhalten hatte, genoss am preußischen Hof stets Sonderrechte. Von höchster Stelle protegiert und 1818 als „Garten-Ingenieur“ in die Gartendirektion berufen, übersprang er sogar die Hofgärtnerposition und war […] den Hofgärtnern vorgesetzt. Die Teilnahme am Krieg und die Neuregelung verzögerten und erschwerten jedoch das Weiterkommen der anderen Gartengehilfen. Clemens Alexander Wimmer meint, Lenné sei besonders an der Zurückdrängung Eduard Nietners interessiert gewesen. 1818 gab er bei [Hofmarschall und Gartenintendant Burchard Friedrich von] Maltzahn eine sehr abfällige Stellungnahme zu Nietners Reisebericht aus Österreich ab. Er kritisierte darin Satzbau und Orthographie, die doch sein eigener Vater nicht beherrschte, und tadelte Nietners Geringschätzung der alten barocken Gartenkunst, die Lenné sonst selbst teilte.
1824 legte Eduard Nietner die Prüfung zum Obergehilfen ab und musste anschließend noch sieben Jahre auf eine Hofgärtnerstelle warten, bis er 1831 das Amt im Berliner Schlosspark Monbijou erhielt. Vier Jahre später wurde er als Hofgärtner nach Potsdam berufen und übernahm ein Jahr nach dem Weggang von Gustav I. Adolph Fintelmann 1835 dessen Melonerie-Revier im Park Sanssouci. Sein Verantwortungsbereich vergrößerte sich 1843 als Lennés Schwiegervater, der Hofgärtner Joachim Heinrich Voß, starb. Von ihm übernahm er zusätzlich den Marlygarten – ein unter Friedrich Wilhelm I. angelegter Küchengarten – zu dem auch das Ananashaus westlich des Grünen Gitters gehörte. Zu Beginn der Bauarbeiten zur Friedenskirche, an der Ostgrenze des Marlygartens, beauftragte Friedrich Wilhelm IV. Lenné mit der Umgestaltung des Küchengartens in einen Ziergarten. Ab 1846 übernahm Lennés enger Mitarbeiter Gustav Meyer die Leitung der Arbeiten und die anschließende Pflege des Areals.
Über Nietners Erfolge bei der Kultivierung verschiedener Fruchtsorten berichteten die Verhandlungen des Vereins zur Beförderung des Gartenbaues in den Königlich Preußischen Staaten, ein Vereinsblatt, das der gleichnamige „Berliner Gartenbauverein“ (Kurzform) herausgab. Darin wurden zum Beispiel „für 1844 ein prämierter Aprikosenbaum im Topf mit 30 Früchten, 1846 die heute unvorstellbare Zahl von 123 Zwetschensorten und 1857 ein Gesamtsortiment 40 verschiedener Früchte erwähnt. Die breite Palette bezeugt deutlich die Qualität der Melonerie und das außerordentliche Können ihres Gärtners, […].“ Zusätzlich übernahm er als Nachfolger des Hofgärtners Carl Julius Fintelmann von 1839 bis 1857 ein Lehramt an der „Königlichen Gärtner-Lehranstalt zu Schöneberg und Potsdam“, die Lenné seit ihrer Gründung 1823 als Direktor leitete und unterrichtete dort die Fächer Obstbau, Gehölzkunde, Treiberei und Gemüsebau. Als Eduard Nietner erkrankte, vertrat ihn in Sanssouci ab 1856 Gustav Meyer. Nach Nietners Tod wurde sein jüngerer Bruder Wilhelm 1859 als Hofgärtner in die Sanssouci-Melonerie berufen. Den Marlygarten übernahm der gleichzeitig zum Hofgärtner ernannte Gustav Meyer.

## Schriftstellerische Tätigkeit
Während seiner Hofgärtnertätigkeit in Potsdam beteiligte er sich mit weiteren Amtskollegen und Botanikern an dem von Lenné zwischen 1837 und 1842 herausgegebenen Nachschlagewerk „Handbibliothek für Gärtner und Liebhaber der Gärtnerei“. Die Buchreihe erhielt nichts aufregend Neues, sondern war eine systematische Bestandsaufnahme des gärtnerischen Wissensstandes der Zeit zum Nachschlagen, […]. An der von Hofgärtner Wilhelm Legeler (1801–1873) 1842 publizierten Ausgabe „Die Treiberei“ wirkte er ebenfalls mit und schrieb Aufsätze für Fachzeitschriften.

## Familie
Eduard I. Nietner heiratete am 28. Oktober 1838 in Potsdam die aus dem nahen Werder stammende Auguste Balzer. Mit ihr hatte er eine Tochter und den 1842 geborenen gleichnamigen Sohn Eduard, der später als Hofgärtner nach Sanssouci in den Marlygarten und nach Charlottenburg berufen wurde. Als Eduard Nietner 1859 starb, fand er seine letzte Ruhe auf dem Bornstedter Friedhof.